# 農業教育
农业教育是指與农业、自然资源和土地管理等領域有關的教学。农业教育的目的是为学生日後從事第一产业做好准备。农业教育課程可能包括园艺、土地管理、草坪管理、农业科学、小动物护理、家畜管理和生物学等內容。
在初等教育、中等教育、第三期教育（包括职业学校和大学）和成人教育阶段多多少少都有涉及農業領域的課程。小学的农业課程涉及诸如植物和动物如何生长以及如何耕种和保护土壤等內容。农业职业教育則主要涉及農業生产、市场营销和保护等领域。大学农业教育涉及農業研究以及如何進一步推动农业和食品科學的发展。